# 二芒金发草
二芒金发草（学名：Pogonatherum biaristatum）为禾本科金发草属下的一个种。